# Leonel Di Plácido
Leonel Di Plácido (Buenos Aires, 28 gennaio 1994) è un calciatore argentino, difensore dello Sport Recife in prestito dal Lanús.

## Caratteristiche tecniche
È un terzino destro che può giocare anche sulla linea dei centrocampisti.

## Carriera

### Club
Cresciuto nelle giovanili dell'All Boys, debutta in prima squadra il 22 marzo 2014 subentrando all'82' a Marcelo Bustamante nel match perso 2-0 contro il Rosario Central.
Segna la sua prima rete il 17 aprile contro il San Lorenzo, siglando la rete del definitivo 1-1 all'84'.

### Nazionale
Il 17 agosto 2018 viene convocato per la prima volta in nazionale maggiore dal neo CT Lionel Scaloni.